# Stadt-Express
Stadt-Express (SE), колишнє City-Bahn (CB), — історична категорія потягів у Німеччині, яка сполучала конурбації з сільськими населеними пунктами поза агломерацією. Назва буквально означає «Міський експрес».
Deutsche Bahn на 2017 рік не пропонує послуги Stadt-Express, але тарифна асоціація Rhein-Main-Verkehrsverbund використовувала бренд до грудня 2016 року. Як наслідок, в районі RMV існували лінії Stadt-Express, але вони були класифіковані Deutsche Bahn як Regionalbahn або Regional-Express.
Маршрути Stadt-Express були перейменовані на Regionalbahn або Regional-Express або були скасовані.. Останній маршрут, що залишився, прямує від Лейпцига до Заальфельд, експлуатується Abellio Rail Mitteldeutschland

## Концепція
Stadt-Express мав на меті зв'язати міста з тими районами, що знаходяться за межами їх найближчого оточення; тому зупинявся на кожній станції за межами агломерації. Проте в «основній» зоні агломерації, маршрут обслуговувався іншими місцевими пасажирськими потягами, такими як потяги S-Bahn та Regionalbahn, він працював швидше, як Regional-Express, і тому зупинявся лише на найважливіших станціях.
Незважаючи на те, що в Німеччині більше немає послуг Stadt-Express, деякі служби Regionalbahn або Regionalexpress продовжують використовувати цю концепцію: наприклад, «RE 22» (Eifel-Express) зупиняється від Кельну- Мессе/Деутза до Калль лише на важливих станціях, після чого він зупиняється на кожній станція на шляху до Герольштайну, подібно до потягів Regionalbahn. Після Герольштайну він змінює свою назву на «RB 22» і офіційно прямує як Regionalbahn в Трір.
Не всі маршрути Stadt-Express притримувались цієї концепції; декілька маршрутів зупинялись на всіх станціях навіть у зоні дії основної зони.
Категорія Stadt-Express була класифікована як місцева служба (Nahverkehr) і тому експлтувалась без додаткового тарифу.